# Зелиньский, Яцек
Яцек Зелиньский (пол. Jacek Zieliński; 10 октября 1967 года, Вежбица) — польский футболист, центральный защитник. Известный по выступлениям за клуб «Легия» и сборную Польши. Участник чемпионата мира 2002 года. В настоящий момент технический директор клуба «Легия».

## Клубная карьера
Зелиньский является воспитанником клуба «Орзель», в профессиональном футболе дебютировал в клубе «Иглупол», в составе которого провёл 6 лет, и вышел вместе с клубом в сезоне 1990/91 в высший польский дивизион. В 1992 году он перешёл в «Легию», в которой провёл оставшуюся часть своей карьеры, сыграв за неё более чем в 300 матчах.

## Карьера в сборной
В составе национальной сборной Зелинский дебютировал 7 июня 1995 года в матче со сборной Словении. Всего в составе сборной провёл 60 матчей, в которых забил 1 гол. Принимал участие в чемпионате мира 2002 года.

## Тренерская карьера
После завершения карьеры футболиста Зелинский стал тренером в ставшей для него родной «Легии», чередуя самостоятельную работу с работой в качестве ассистента главного тренера. В дальнейшем тренировал клубы «Корона» и «Лехия» (Гданьск). С 2009 года работает помощником тренера в национальных сборной, с 2013 года стал ассистентом тренера в молодёжной сборной.

## Достижения
Легия
- Чемпион Польши (3): 1993/94, 1994/95, 2001/02
- Обладатель Кубка Польши (3): 1993/94, 1994/95, 1996/97

Индивидуальные
- Футболист года в Польше: 1999